# Xã Creel, Quận Ramsey, Bắc Dakota
Xã Creel (tiếng Anh: Creel Township) là một xã thuộc quận Ramsey, tiểu bang Bắc Dakota, Hoa Kỳ. Năm 2010, dân số của xã này là 1.305 người.